# 洪馬克
洪馬克（Mark Ang，1981年—），本名洪敦謙，台灣電影導演、策展人及攝影指導。他執導的微電影《替生》在多個國際影展獲獎後，開始投入影展策展工作。他為福爾摩沙國際電影節（FFIFA）的創辦人，曾擔任第58屆亞太影展執行長及首屆水里影展策展人。其工作內容多為電影創作、策劃影展與擔任評審。

## 早年生活與教育
洪馬克本名洪敦謙，於台北金山出生，父親為台灣語言學家洪惟仁。他大學就讀於元智大學應用外語系。
大學期間，洪馬克因參與系上及話劇社的舞台劇演出，開始對戲劇產生興趣。他未接受正規電影學院教育，而是透過旁聽影評人藍祖蔚的課程及參與製片協會的課程，學習電影製作。

## 職業生涯

### 早期導演工作與《替生》
2007年，洪馬克成立「洪馬克工作室」，與廣告公司合作拍攝商業廣告，合作客戶包含中華郵政、台糖、中油生技、85度C與宏全國際等。2014年，他執導的微電影《替生》（Replace）完成，該片原為長片劇本，後因資金限制改為短片，製作經費部分來自群眾募資。影片完成後，入選或獲得近60個國際影展獎項。

### 「我來自台灣」計畫
洪馬克因帶著《替生》參與國際影展時，在頒獎典禮上被主持人錯稱為「泰國（Thailand）」導演，以及在日本福岡的影展上，因台灣僅一位導演參與，主辦方取消了台灣電影座談會。
這些事件後，他發起了「我來自台灣」（I'm from Taiwan）計畫，帶著台灣電影作品至世界各地的影展巡迴。2015年，洪馬克於加拿大國際影展獲「傑出外語片獎」，但主辦方在頒獎時遺漏其名字。在時任溫哥華台商會前會長杜麗娟向主辦方反映後，主辦方致歉並邀請他上台。洪馬克藉此機會向觀眾介紹台灣，並說明其「百大影展計畫」的理念，此舉引起了媒體報導。

### 影展策展

#### 福爾摩沙國際電影節
2016年，洪馬克創辦福爾摩沙國際電影節（Formosa Festival of International Filmmaker Awards, FFIFA）。據媒體採訪，洪馬克表示，他觀察到台灣部分主流影展對非學院派的創作者門檻較高，因此創辦影展，旨在提供新銳導演更多元的曝光管道。FFIFA透過與全球超過30個影展合作，一方面引進國際電影人來台交流，另一方面也將台灣作品送至海外參展。

#### 第58屆亞太影展
2018年，洪馬克擔任於台灣舉辦的第58屆亞太影展執行長。該屆影展以「對焦自己的光」（Focus on yourself）為主題。籌備期間，他曾代表策展團隊處理因聯盟內部變動所引發的主辦權爭議。
該屆影展的主要贊助商彩石珠寶董事長蘇怡，原先承諾贊助新台幣2000萬元，但蘇怡與其公司隨著亞太影展獲得曝光後，後續款項並未到位，造成影展資金缺口，並引發爭議。蘇怡後因非法吸金遭起訴，台灣高等法院於2024年依銀行法判處有期徒刑。

#### 水里影展
2024年，集集廊帶倡議者孫昱碩邀請洪馬克擔任首屆「水里影展」策展人。影展前期開辦紀錄片工作坊，由黃明川、史祖德、陳志漢、李佳懷等多位導演培訓在地居民進行影像創作，學員作品亦參與影展的競賽單元。影展活動包含紅地毯與頒獎典禮，南投縣長許淑華對此活動表示支持。

### 地方文化深耕
除了大型影展，洪馬克亦參與地方文化機構的影像計畫。2021年，他為台中市立圖書館沙鹿深波分館執導紀錄片《深波映像》，記錄該館的電影推廣活動。隔年，他為該館策劃「深波光譜」電影特藏文物展。
自2023年起，他擔任台中富興工廠1962「島嶼露天大戲院」活動的策展顧問，與福爾摩沙國際電影節合作，推廣台語電影放映。

### 評審與教職
洪馬克多次擔任台灣各縣市及政府部門舉辦之影片競賽的評審，如嘉義縣青年創新創意影展競賽（擔任策展人與評審長）、屏東縣「屏東電影節」、基隆市「美麗基隆」、嘉義市「國際三分鐘影片競賽」、法務部「犯罪預防影片競賽」、農糧署「有機創意影片競賽」及教育部「生命教育關懷與推廣微電影競賽」等。
在教學方面，他曾於弘光科技大學文化創意產業系擔任畢業製作指導老師，並受邀至元智大學、南華大學、銘傳大學、嶺東科技大學與大葉大學等校院進行演講或舉辦工作坊。

### 技術推廣與其他活動
他曾因應客戶預算，使用智慧型手機（ASUS ROG Phone 5）執導商業廣告，並分享其拍攝經驗。他亦於YouTube上主持Podcast節目《洪馬克思人招待所》。

## 榮譽
- 2021年，受中華民國外交部邀請，赴貝里斯出席貝里斯國際影展（BIFF）開幕式，並擔任開幕主題演講人[43]。
- 2024年，獲選元智大學第五屆傑出校友[44][45]。

## 主要作品與計畫
| 年份       | 項目                                     | 擔任角色       | 備註                                                                             |
| ---------- | ---------------------------------------- | -------------- | -------------------------------------------------------------------------------- |
| 2014年     | 微電影《替生》                           | 導演、編劇     | 於國際影展獲得近60個獎項，成為「我來自台灣」計畫的起點。                         |
| 2015年至今 | 「我來自台灣」百大影展計畫               | 發起人、推廣者 | 旨在提升台灣的國際能見度，後期已與福爾摩沙國際電影節聯盟整合在一起。             |
| 2016年至今 | 福爾摩沙國際電影節                       | 創辦人、策展人 | 為台灣電影人打造的國際交流平台，疫情之後轉型為影展顧問單位，協助各地方舉辦影展。 |
| 2018年     | 第58屆亞太影展                           | 執行長、策展人 | 主題為「對焦自己的光」，強調在地文化精神。                                       |
| 2021年     | 紀錄片《深波映像》                       | 導演           | 為台中沙鹿深波圖書館30年電影推廣活動製作之紀錄片。                               |
| 2022年     | 「深波光譜」電影特藏文物展               | 策展人         | 展出沙鹿深波圖書館15年來推動電影與閱讀的成果。                                   |
| 2023年至今 | 島嶼露天大戲院                           | 策展顧問       | 與台中富興工廠1962合作，為一年一度推廣台語電影的放映活動。                       |
| 2024年     | 紀錄片《以愛致父－劉維崇教授傳記紀錄片》 | 導演           | 紀念學者劉維崇教授的傳記電影，於國立臺北護理健康大學首映。                       |
| 2024年至今 | 水里影展                                 | 策展人、教育者 | 屬於福爾摩沙國際電影節聯盟一員，結合素人培訓與地方創生的草根型影展。             |